# Павлова Ольга Петрівна
Ольга Петрівна Павлова (рос. Ольга Петровна Павлова; нар. 8 лютого 1996) — російська та естонська футболістка, захисниця.

## Життєпис
Вихованка талліннського тренера Бориса Федоренка, у якого займалася з 8-річного віку у футбольних секціях «Аякс», «Хрещатик» та «Легіон». Чемпіонка та багаторазовий призер чемпіонатів Естонії серед дівчат. У 2011—2012 роках виступала у дорослих змаганнях у третьому та другому дивізіонах Естонії. У цей час вже стала громадянкою Росії.
У 2012 році перейшла до московської СДЮСШОР «Чертаново» та в наступні декілька років виступала у юнацьких змаганнях (у тому числі за збірну Москви) та в першому дивізіоні Росії за молодіжну команду «Чертаново». В дорослій команді свого клубу дебютувала у вищому дивізіоні 2 травня 2015 року у матчі проти клубу «Зірка-2005», замінивши на 39-й хвилині Ірину Галактіонову. Загалом у чемпіонаті Росії зіграла 4 матчі (усі — в травні 2015 року).
Грала за юнацьку та молодіжну збірну Росії.
Про виступи після 2015 року дані відсутні.